# Shingō Hyōdō
Shingō Hyōdō (兵藤 慎剛 Hyōdō Shingō?, nacido el 29 de julio de 1985 en Nagasaki) es un futbolista japonés que se desempeña como centrocampista en el Vegalta Sendai de la J1 League.

## Trayectoria

### Clubes
| Club                       | País  | Año         |
| -------------------------- | ----- | ----------- |
| Yokohama F. Marinos        | Japón | 2008 - 2016 |
| Hokkaido Consadole Sapporo | Japón | 2017 - 2018 |
| Vegalta Sendai             | Japón | 2019 -      |

## Estadística de carrera

### J. League
| Club                       | Año   | J. League | J. League | Copa J. League | Copa J. League | Total | Total |
| Club                       | Año   | Part.     | Goles     | Part.          | Goles          | Part. | Goles |
| -------------------------- | ----- | --------- | --------- | -------------- | -------------- | ----- | ----- |
| Yokohama F. Marinos        | 2008  | 28        | 2         | 7              | 0              | 35    | 2     |
| Yokohama F. Marinos        | 2009  | 30        | 1         | 10             | 1              | 40    | 2     |
| Yokohama F. Marinos        | 2010  | 32        | 6         | 6              | 1              | 38    | 7     |
| Yokohama F. Marinos        | 2011  | 34        | 6         | 5              | 1              | 39    | 7     |
| Yokohama F. Marinos        | 2012  | 34        | 4         | 5              | 1              | 39    | 5     |
| Yokohama F. Marinos        | 2013  | 33        | 7         | 10             | 1              | 43    | 8     |
| Yokohama F. Marinos        | 2014  | 31        | 3         | 1              | 0              | 32    | 3     |
| Yokohama F. Marinos        | 2015  | 28        | 1         | 5              | 0              | 33    | 1     |
| Yokohama F. Marinos        | 2016  | 18        | 2         | 8              | 1              | 26    | 3     |
| Hokkaido Consadole Sapporo | 2017  | 32        | 2         | 1              | 0              | 33    | 2     |
| Total                      | Total | 300       | 34        | 58             | 6              | 358   | 40    |